# Loin de vous ce printemps
Loin de vous ce printemps (Absent in the Spring) est un roman de Mary Westmacott, pseudonyme d'Agatha Christie, publié en 1944 au Royaume-Uni. C'est le troisième des six romans d'Agatha Christie publiés sous le pseudonyme de Mary Westmacott.
En France, il n'est publié qu'en 1951 chez Robert Laffont.

## Commentaires
Agatha Christie a écrit le roman en seulement trois jours.
Le titre original anglais Absent in the Spring vient du sonnet 98 de William Shakespeare : « From you have I been absent in the spring,... ».

## Éditions
- (en) Absent in the Spring, Londres, William Collins, Sons, août 1944
- (en) Absent in the Spring, New York, Farrar & Rinehart, 1944
- Loin de vous ce printemps  (trad. Henriette de Sarbois), Paris, Éditions Robert Laffont, coll. « Pavillons », 1951, 267 p. (BNF 31641224)
- Loin de vous ce printemps  (trad. de l'anglais par Henriette de Sarbois), Paris, Librairie générale française, coll. « Livre de poche » (no 5956), 1985, 221 p. (ISBN 2-253-03488-6, BNF 34838129)